# Bouctou
 (juin 2018).
Si vous disposez d'ouvrages ou d'articles de référence ou si vous connaissez des sites web de qualité traitant du thème abordé ici, merci de compléter l'article en donnant les références utiles à sa vérifiabilité et en les liant à la section « Notes et références ».
Bouctou ou Tin Bouqt (en touareg : Tin Buqt) est la fondatrice légendaire de la ville de Tombouctou au Mali. La tradition orale veut que Bouctou soit originaire d’Essouk. Son nom proviendrait du berbère Tin Buqt qui signifie « la lointaine ». 
Bouctou, femme célèbre targui dont la ville de Tombouctou porte le nom.
L’histoire remonte au XIIIe siècle. Il paraitrait que Bouctou, en ce temps, habitait un endroit par lequel les marchands maghrébins passaient.[réf. nécessaire] Il arrivait très souvent à ces derniers de lui confier leurs marchandises à cause de sa sagesse et de sa fiabilité.
Gardienne d’un puits, ‘’Tin’’ ou ‘’Tim’’ qui signifierait lieu en langue touareg, la ville de l’actuelle Tombouctou prit le préfixe ‘’Tin’’ pour coller à la racine Bouctou ; alors elle devient avec plusieurs années de transformation, Tombouctou. Ce vieux site a longtemps été le symbole aussi de l’ancien palais d’un certain Mohamed Naddi qui fut pendant près de trente quatre ans (on parlerait de 1433 à 147[Quoi ?]) chef de lieu et maire de la ville[réf. nécessaire].